# Lê Tung
Lê Tung là một vị quan nhà Lê sơ dưới thời các vua Lê Thánh Tông, Lê Tương Dực và đồng thời cũng là một trong các tác giả của bộ quốc sử Việt Nam, bộ Đại Việt sử ký toàn thư.

## Tiểu sử
- Ông quê ở làng Yên Cừ, huyện Thanh Liêm, tỉnh Hà Nam. Tên thật là Dương Bang Bản, sau vì có nhiều công lao nên được vua Lê ban họ vua và đổi tên Tung nên sử sách đều chép là Lê Tung
- Năm 1484, ông đỗ tiến sĩ dưới thời vua Lê Thánh Tông
- Dưới thời vua Lê Tương Dực ông giữ chức Thiếu bảo bộ Lễ Thượng thư, Đông các Đại học sĩ kiêm Quốc tử giám tế tửu

## Đóng góp về sử học
Dựa trên cơ sở của bộ Đại Việt thông giám thông khảo của Vũ Quỳnh soạn trước đó, vào năm 1514 vua Lê Tương Dực sai ông soạn bài Đại Việt thông giám tổng luận. Theo ghi chép của Phan Huy Chú sau này thì: Vũ Quỳnh tiến sách Thông Khảo, Tương Dực Đế muốn nhặt những điều cốt yếu để làm tổng luận cho tiện xem, mới sai Lê Tung làm sách này. Bài tổng luận của Lê Tung sau này được các soạn giả của bộ ĐVSKTT đưa toàn bộ vào phần đầu của bộ quốc sử
Mặc dù Lê Tung không tham gia trực tiếp vào việc chỉnh lý, biên soạn bộ ĐVSKTT nhưng với bài Đại Việt thông giám tổng luận cũng đã góp phần vào nội dung phần mở đầu của bộ quốc sử và qua bài tổng luận đó của ông đã tóm lược một cách khái quát những quan điểm sử học của Vũ Quỳnh trong bộ Đại Việt thông giám mà các sử thần đời sau vận dụng vào việc hoàn thành bộ ĐVSKTT